# Custos armorum
Il custos armorum era una figura dell'esercito romano altamente specializzata. Si trattava di colui che doveva sorvegliare, custodire le armi dei milites della sua centuria o turma o singola liburna, facendo in modo che fossero sempre pronte per il combattimento. Questa sua specifica funzione rientrava nella categoria di quei soldati (tra fanti, cavalieri e classiarii) chiamati immunes ovvero coloro che, possedendo capacità specializzate o funzioni di rilievo tra i comuni milites, erano esentati dai più noiosi e pericolosi compiti che gli altri dovevano svolgere, quali lo scavo di un fossato o il pattugliamento dei bastioni.
Un'iscrizione rinvenuta nel castrum di Brigetio, secondo la quale un certo Gaio Giulio Massimino, forse il futuro imperatore Massimino Trace, era a quel tempo custos armorum della legio I Adiutrix.

## Mansioni
Aveva il compito di controllare che tutti i soldati, dal singolo legionario, all'ausiliario, agli equites singulares, fino al classiarius avessero le loro armi ed armature nelle migliori condizioni possibili. In caso contrario ne disponeva la loro nuova fornitura o riparazione. Prima di ricoprire questo incarico, era certamente un fabbro (in latino faber). Un esempio per meglio comprendere l'utilità di questa figura nell'esercito romano viene dall'utilizzo del pilum, il quale una volta lanciato contro il nemico in battaglia, tendeva a piegarsi. Era, quindi, necessario al termine dello scontro armato l'intervento del custos armorum e di altri fabbri per raddrizzare nuovamente le punte raccolte e restituirle ai soldati, prima di una nuova battaglia.